# Pourchainaux
Pourchainaux – nieznany z imienia francuski strzelec, który wziął udział w Letnich Igrzyskach Olimpijskich 1900 (Paryż).
Na igrzyskach startował tylko w trapie; zajął przedostatnie 30. miejsce, jednak jego wynik punktowy jest nieznany.

## Wyniki olimpijskie
| Igrzyska | Konkurencja | Wynik       | Miejsce | Źródło |
| -------- | ----------- | ----------- | ------- | ------ |
| IO 1900  | Trap        | Brak danych | 30      | [ 1 ]  |